# Přílezy

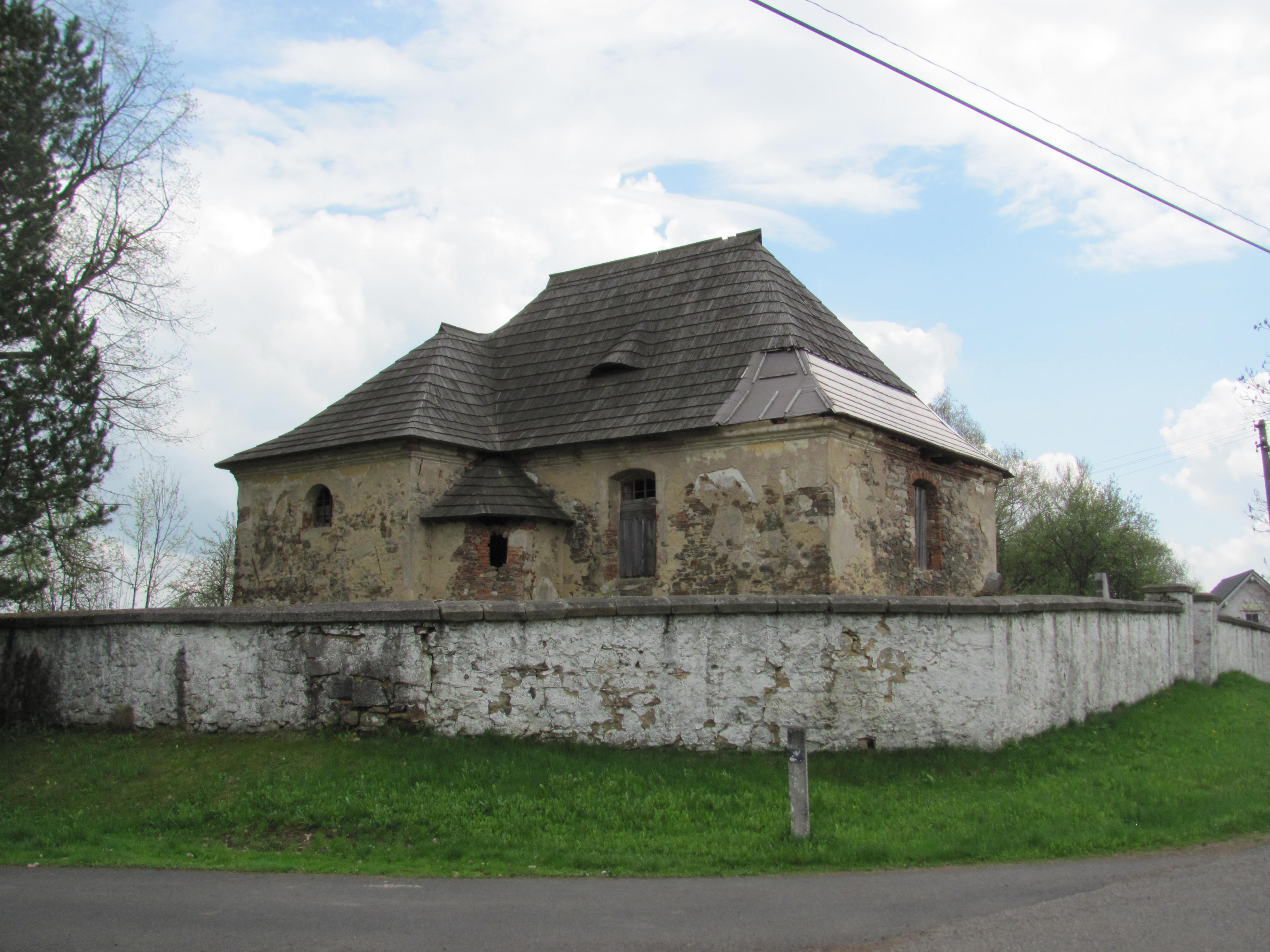
Kirche des hl. Bartholomäus in Přílezy

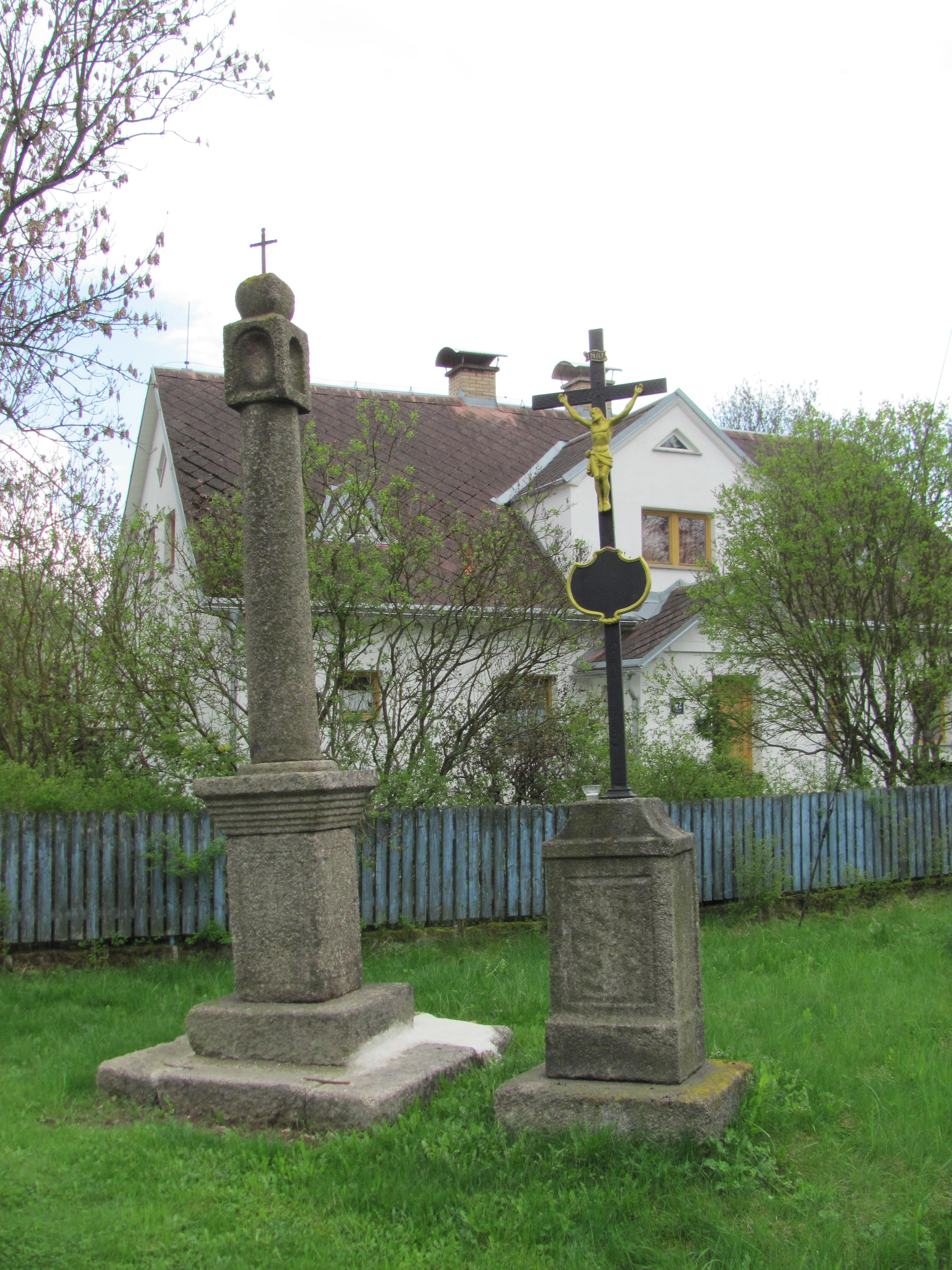
Bildstock und Kruzifix in bei der Kirche

Přílezy (deutsch Pröles) ist ein Ortsteil der tschechischen Gemeinde Útvina im Okres Karlovy Vary.

## Geographie
Přílezy liegt im Nordwesten des Tepler Hochlandes, 2,5 Kilometer nordwestlich von Útvina. Weitere Nachbarorte sind Krásné Údolí im Südwesten und Hlinky im Nordwesten.

## Bevölkerung
1930 lebten in Pröles 243 Einwohner, 1939 waren es nur noch 200. 2001 zählte man 66 Einwohner.

## Geschichte
In Pröles, wie der Ort früher hieß, stand noch im 18. Jahrhundert ein Schloss der Grafen Czernin. Am 5. August 1908 traf ein schwerer Hagelschauer die Gemeinden Döllnitz, Pröles und Killitz im Bezirk Tepl, so dass die gesamte Ernte vernichtet wurde. Es war in diesen Gemeinden der zweite Hagelschaden innerhalb von fünf Jahren. Fast alle Gebäude des Dorfes fielen in der ersten Hälfte des 20. Jahrhunderts Bränden zum Opfer und wurden wieder neu aufgebaut. 1932 wurde Přílezy an das Stromnetz angeschlossen.
Infolge des Münchner Abkommens wurde der Ort 1938 dem Deutschen Reich als Teil des Sudetenlandes zugeschlagen und gehörte bis 1945 zum Landkreis Tepl. Nach dem Ende des Zweiten Weltkrieges kam das Gebiet zur Tschechoslowakei zurück. Die deutschstämmige Bevölkerung wurde vertrieben. Ab 1949 gehörte Přílezy zum Okres Toužim und wurde 1961 nach Krásné Údolí eingemeindet und dem Okres Karlovy Vary zugeordnet. Seit 1981 gehört Přílezy als Ortsteil zu Útvina.

## Einrichtungen
Verwaltung, Schule und die nächstgelegene Post befinden sich alle in Útvina. Der Aeroklub Toužim betreibt bei Přílezy einen kleinen Flughafen.

## Sehenswürdigkeiten
- Filialkirche St. Bartholomäus, spätromanische Kirche aus dem 13. Jahrhundert, eines der ältesten erhaltenen Gebäude der Region.[8]
- Bildstock und Kruzifix